# مطار موتاري
مطار موتاري (بالإنجليزية: مطار موتاري) (إياتا: UTA، إيكاو: FVMU) هو مطار يخدم موتاري، رابع أكبر مدينة في زيمبابوي وعاصمة إقليم مانيكالاند.
يقع منارة الراديوية غير الاتجاهية (التعريف: MU) على خط السفلي 4.5 ميل بحري (8.3 كـم) شمال شرق الميدان.

## روابط خارجية
- تاريخ الحوادث لـ (UTA) على شبكة سلامة الطيران.
- مطار موتاري
- موتاري نسخة محفوظة 28 أغسطس 2016 على موقع واي باك مشين.
- OpenStreetMap - موتاري